# Diet Plaetzer

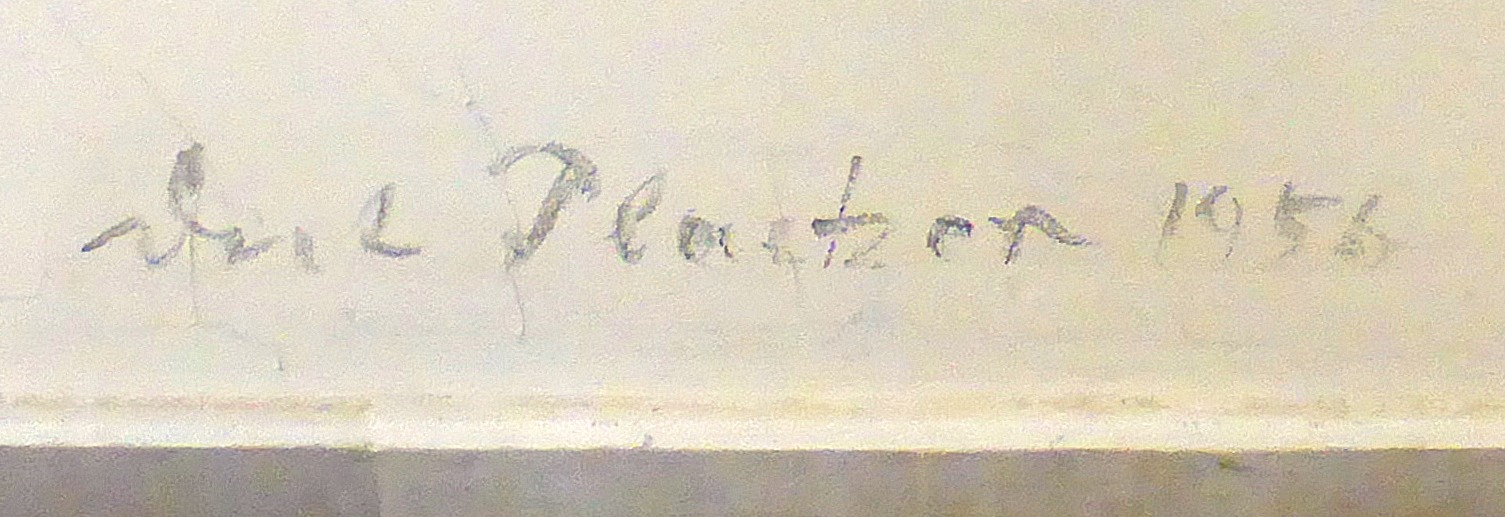
Signatur von Diet Plaetzer, 1956, am Wandbild im Foyer des Botanischen Instituts (Untere Karspüle 2) der Universität Göttingen (Foto 2023)

Diet Plaetzer, eigentlich Dietrich Plaetzer (* 1892 in Elberfeld; † 1958 ebenda), war ein deutscher Maler und Sgraffito-Künstler der Düsseldorfer Schule.

## Leben

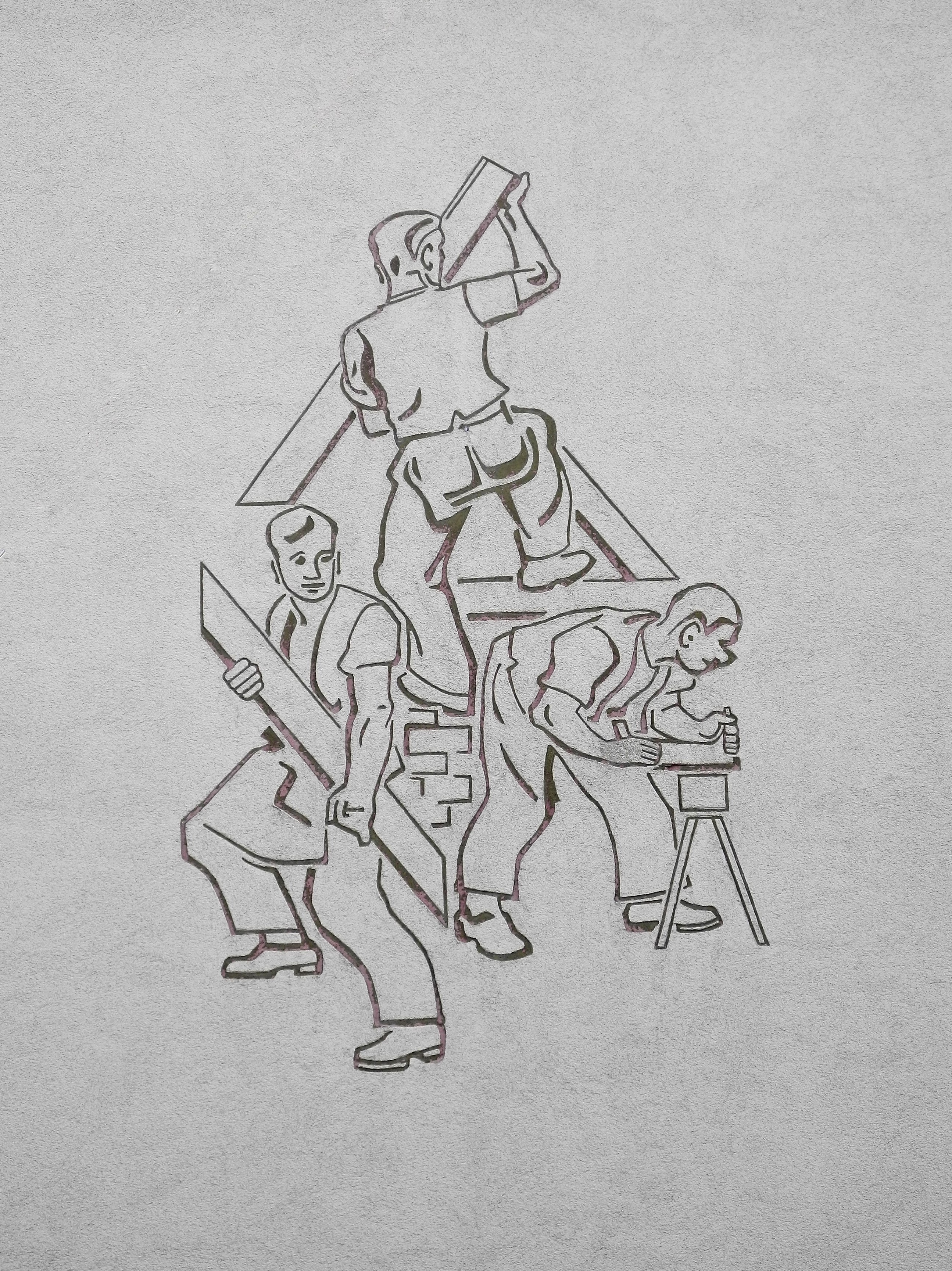
Sgraffito von Diet Plaetzer am Haus Im Springen 18 (Nordwest-Wand), Wuppertal (Wohnquartier Kothen), Foto 2019

Diet Plaetzer besuchte die Kunstgewerbeschule Elberfeld sowie die Kunstakademien in Düsseldorf, Weimar und Leipzig und war Meisterschüler in Südtirol bei Albin Egger-Lienz. In den 1920er Jahren kehrte er nach Elberfeld zurück.
Von 1925 bis 1933 war er Vorsitzender der Bergischen Kunstgenossenschaft (BKG). 1929 gelang es ihm in dieser Funktion, die damals gegründete Stadt Wuppertal zu einer regelmäßigen Summe zum Ankauf von Werken heimischer Künstler und damit zur Verbesserung ihrer wirtschaftlichen Lage zu verpflichten. 1933 wurde Vollrath Hoeck (1890–1968) sein Nachfolger im Vorsitz der BKG, die zunächst gleichgeschaltet und 1934 unter Werner Sehlbach (1889–1969) aufgelöst wurde. 
Als Teilnehmer des Zweiten Weltkriegs geriet Plaetzer in sowjetische Kriegsgefangenschaft. 
Nach dem Krieg war Diet Plaetzer wieder Mitglied der neugegründeten BKG und nahm an ihren Ausstellungen teil. 

## Werke
Diet Plaetzers Leben und Werk sind bisher nicht in einem Überblick erforscht und dargestellt. Überliefert ist vor allem die Kenntnis von Wandbildern. Alexander Hess beschreibt diese Werke Plaetzers als „eher bodenständig, volkstümlich, wie sie für die Dreißigerjahre, aber auch die Fünfzigerjahre typisch sind“.

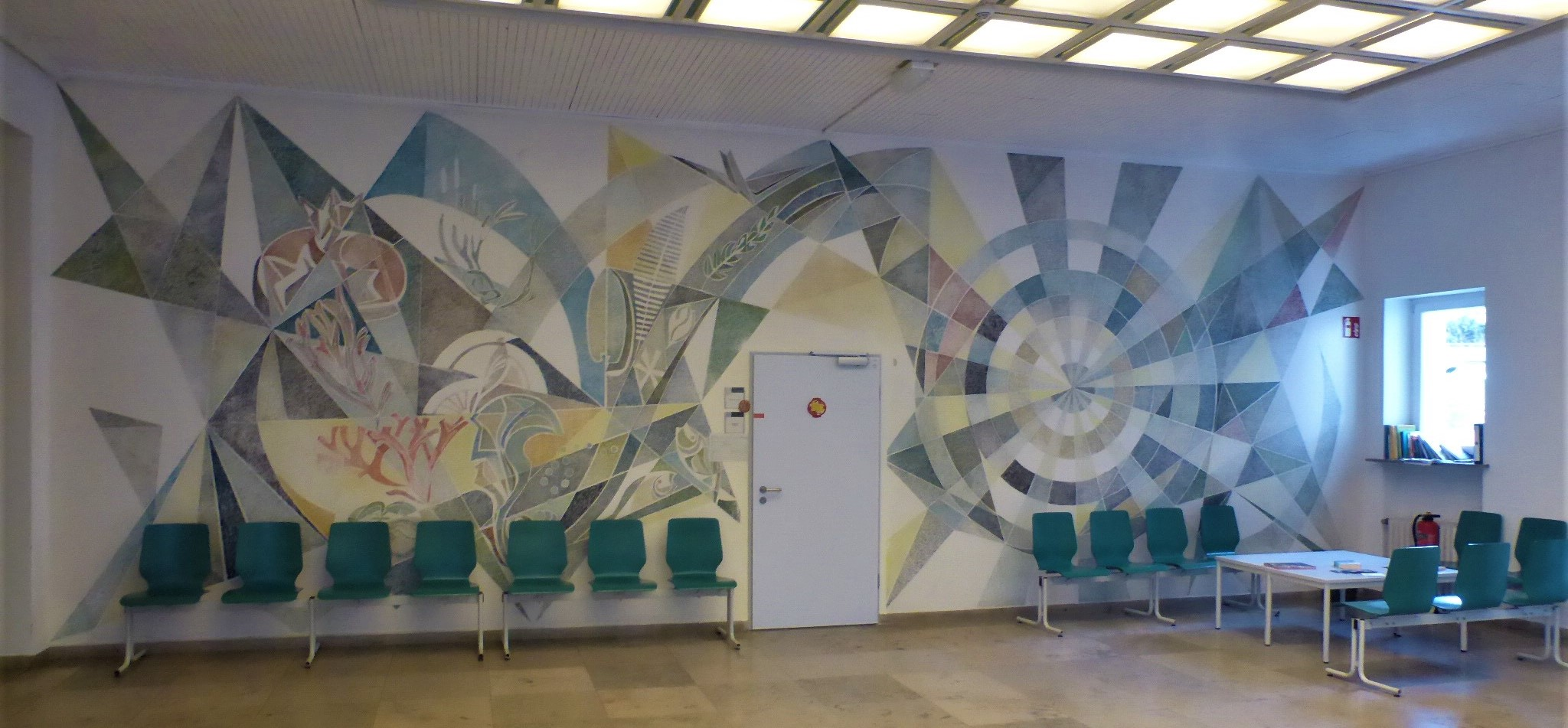
Wandbild von 1956 im Foyer des Botanischen Instituts der Universität Göttingen, Untere Karspüle 2 (Foto 2023)

- 1936 (Entwurf 1935): „Stoßtrupp“, Wandbild als Ehrenmal für die im Ersten Weltkrieg getöteten Mitarbeiter der Hauptpost von Elberfeld, Morianstraße (zerstört im Zweiten Weltkrieg)[3][5]
- 1950er-Jahre: rund zehn Sgraffiti-Wandbilder an Neubauten der GKWK (heute gwg Gemeinnützige Wohnungsbaugesellschaft Wuppertal) in Wuppertal[6][2]
- 1950er-Jahre: Sgraffito-Wandbild am Wohnhaus Wilhelmstraße 33 in Leverkusen-Opladen[7]
- 1956: Wandbild im Foyer des Botanischen Instituts der Georg-August-Universität Göttingen, Untere Karspüle 2.

Vereinzelt sind auch Kohlezeichnungen von Diet Plaetzer bekannt.